# Franz Worpenberg
Franz Worpenberg (* 2. August 1903 in Recklinghausen; † 24. Mai 1975) war ein deutscher Politiker (CDU). Er war von 1954 bis 1958 Mitglied des Landtags von Nordrhein-Westfalen.

## Leben
Nach der Volksschule war Franz Worpenberg in der Landwirtschaft tätig und bei der Eisenbahn beschäftigt. Er bildete sich an der Volkshochschule weiter. Ab 1933 arbeitete er als Verlagsangestellter, seit 1938 auch als Journalist. 
Worpenberg war zur Zeit der Weimarer Republik Mitglied der Zentrumspartei. Von 1929 bis 1933 war er Stadtverordneter und unbesoldetes Magistratsmitglied in Bottrop. Im Jahr 1946 trat er in die CDU ein und war bis 1949 Kreisgeschäftsführer in Bottrop. 1952 wurde er CDU-Kreisvorsitzender. Worpenberg wurde in der dritten Wahlperiode als Direktkandidat der CDU im Wahlkreis 95 (Bottrop) in den nordrhein-westfälischen Landtag gewählt. Er war Abgeordneter vom 13. Juli 1954 bis zum 12. Juli 1958.
Worpenberg war Altensenior der Kolpingsfamilie.